# ادی گانم
ادی گانم (به انگلیسی: Edy Ganem) (زاده ۲۰ سپتامبر ۱۹۸۳) بازیگر آمریکایی است.
از فیلم‌های معروف او می‌توان به بازی در مجموعه تلویزیونی خدمتکاران حیله‌گر اشاره کرد.